# Charles le Beau
Charles le Beau (ur. 18 października 1701 w Paryżu, zm. 13 marca 1778 tamże) – francuski historyk.

## Życiorys
W 1752 mianowany profesorem w Collège de France. Od 1748 członek Académie des inscriptions et belles-lettres. Kierował wydaniem 'Corpus Parisinum”, zbioru źródeł bizantyńskich.

## Wybrane publikacje
- Histoire de l’Académie royale des inscriptions et belles-lettres, avec les mémoires de littérature, Tome XXV à XXXIX, 1759-1777.
- Histoire du Bas-Empire en commençant à Constantin le Grand, t. 1-27, Paris 1757-1786.
- Opera latina: Carmina, Fabulae et narrationes, Orationes et oratiunculae, 3 volumes, 1782-1783.
- Parallèle curieux des fables en vers latins de M. Lebeau avec La Fontaine, et tous les poètes latins qui ont traité les mêmes fables, 1785.